# فهد أبو جابر
فهد أبو جابر (مواليد 21 مارس 1986) هو لاعب كرة قدم سعودي .
كانت بداياته مع نادي الصقور في الفئات السنية وثم انتقل نادي الإتحاد في درجة الأولمبي وثم انتقل إلى نادي الوطني و عاد إلى نادي الصقور و لعب معهم فترة بسيطة وانتقل إلى نادي أحد في عام 2016 و عاد بعدها إلى نادي الصقور و بعدها وقع مع نادي الخالدي.

## وصلات خارجية
- فهد أبو جابر